# Слободяник Олександр Олександрович
Олекса́ндр Олекса́ндрович Слободя́ник (5 вересня 1941, Київ — 10 серпня 2008, Моррістаун, Нью-Джерсі, США) — визначний піаніст-віртуоз українського походження.

## Біографія
Олександр Слободяник народився 1941 року в Києві в інтелігентній родині, де захоплювалися музикою: батько грав на скрипці, мати — на фортепіано. Батько майбутнього піаніста — Олександр Павлович — був відомим в Україні професором психіатрії, автором неодноразово перевиданої монографії «Психотерапія, навіювання, гіпноз». Мати була за фахом вчителькою музики, знайомі ж називали її не інакше як «пані», тому що вона вирізнялася ніби шляхетна дама 19-го століття, закохана в музику та поезію. Вона стала першою вчителькою сина. Олександр був «вундеркіндом» — в шість років вже виступав по радіо.
Після другої світової війни сім'я переїхала до Львова, де батько отримав кафедру психіатрії Львівського державного медичного інституту, а також викладав на юридичному факультеті Львівського державного університету імені Івана Франка курс «Судової психіатрії».
Олександр здобув початкову музичну освіту у Львівській музичній школі-десятирічці в класі видатного музичного педагога Лідії Голембо. У той час в паралельних класах школи навчався майбутній «цвіт» світової музики: Віктор Єресько та Олександр Муравський, скрипалі Олег Криса, Богодар Которович і Матіс Вайцнер, віолончелістка Харитина Колесса, композитор Богдан Янівський.
У віці 15 років (1957) Олександр переїхав до Москви, де навчався в Центральній музичній школі під наглядом Генріха Нейгауза. У нього ж розпочав навчання в Московській консерваторії, а закінчував консерваторію в класі учениці Нейгауза Віри Горностаєвої (1965). В неї ж закінчив і аспірантуру (1967).
Був відзначений нагородами на Міжнародних конкурсі піаністів імені Фридеріка Шопена у Варшаві (1960) та конкурсі імені Петра Чайковського в Москві (1966).
Регулярна концертна діяльність Слободяника почалася з 1963 року в СРСР. 1968 року відбувся його концертний дебют в США. Концерт в Карнегі-Голі був високо оцінений Артуром Рубінштейном і Володимиром Горовицем. Американська музична критика визнала Слободяника «лідером свого мистецького покоління». Його американським менеджером став Сол Юрок, якому Слободяника порекомендував Святослав Ріхтер. Піаніст мав неодноразові турне Сполученими Штатами, успішно гастролював у країнах Європи, Канаді, Японії, Латинській Америці.

Могила Олександра Слободяника, Байкове кладовище

Про його популярність на Заході свідчить діалог між Святославом Ріхтером і імпресаріо Солом Юрком. Ріхтер скаржився Юрку на значне зменшення запрошень його останнього часу на гастролі до США, до яких він вже звик, при тому, що Слободяника навпаки — буквально засипають запрошеннями. На що Сол Юрок відповів:
…Що ж я можу вдіяти, якщо кожна друга жінка в США носить в своєму портмоне фотокартку Слободяника!
Однак його концертна кар'єра на Заході фатально перервалася у 1979 році, коли західні країни бойкотували тодішній СРСР через воєнну агресію проти Афганістану. Лише після дев'ятирічної відсутності на американській сцені, у 1988 році, піаніст знову здійснив концертний тур Сполученими Штатами, який газети назвали «тріумфальним поверненням». В 1989 році Слободяник переселився до США, де до кінця життя займався в основному концертною діяльністю. Тут зустрів свою другу дружину — піаністку Ларису Крупу.
У 1993 році він заснував Міжнародний мистецький фестиваль у місті Моррістаун і був його художнім керівником.
Слободяник помер 10 серпня 2008 року від менінгіту. Похований, за власним бажанням, в рідному Києві, в колумбарії Байкового кладовища (50°24′59.10″ пн. ш. 30°30′8.20″ сх. д. / 50.4164167° пн. ш. 30.5022778° сх. д.).

## Творчість
Концертні програми Слободяника завжди характеризувалися великими творами: фортеп'янні концерти Бетховена, Шопена, Прокоф'єва, Рахманінова (№ 3) Шнітке, сонати Прокоф'єва (№ 6,7), «Картинки з виставки» Мусоргського, Варіації Регера, Фантазія і «Карнавал» Шумана, цикл всіх етюдів Шопена, Соната-балада Лятошинського та ін. Граючи як класичну, так і сучасну музику, він був першим інтерпретатором концертів та соло-творів таких композиторів, як Борис Тищенко, Альфред Шнітке, Олександр Чайковський. 1990 року в Карнегі-Голі вперше заграв написані для нього Альфредом Шнітке «П'ять афоризмів для фортепіано» до віршів Йосифа Бродського, тексти читав сам поет. А під час святкування сторіччя Карнегі-Голу у 1991 році Слободяник разом з Гідоном Кремером здійснив світову прем'єру Кончерто гроссо № 5 Альфреда Шнітке з оркестром Клівленду.
Як артистові високого міжнародного класу Слободяникові притаманний був великий концертний стиль виконання. Технічний бік його гри був блискучим. Визначальні риси стилю: експресія гострих, раптових реакцій у поєднанні з суворою логічністю думки; могутній і соковитий звук, забарвлений педальним резонансом при дуже точній, навіть ударній манері звуковидобування; вольовий, організований ритм. Газета «Лос-Анджелес таймс» писала: «Слободяник грає не просто віртуозно, він виконує давно відомі речі, але по-своєму прочитуючи їх, додаючи до безсмертних творів ледь вловиме нове, безкінечно талановите й самобутнє».
Його запрошували грати на своїх концертах оркестри, якими диригували такі титани світової музики, як Леонард Бернстайн, Курт Мазур, Мстислав Ростропович, Валерій Гергієв, Юрій Темірканов. Та концертуючи у світі, Слободяник знаходив час регулярно приїжджати з концертами в Україну, зокрема, до Львова, де знайомив слухачів з усіма своїми новими програмами.
Звукозаписи Слободяника випускали фірми Angel, Мелодия, Eurodisc i MCA. Його дискографія включає записи легендарного LIVE-концерту всіх 24 етюдів Шопена.

## Педагогічна діяльність
- Професор університету в Монтклер (Нью-Джерсі), США.
- Запрошений професор Санкт-Петербурзької державної консерваторії, Росія.

## Цікаві факти
- Композитор Альфред Шнітке присвятив Слободянику (разом з Йосифом Бродським) музичний цикл для фортепіано з оркестром «П'ять афоризмів для фортепіано».

## Сім'я
- дружина — Наталія Слободяник, віолончелістка і музичний педагог
  - син — Олександр Слободяник-молодший, піаніст
- дружина — Лариса Крупа (Larissa Krupa), американська піаністка українського походження

## Нагороди, почесні звання
- дипломант VI Міжнародного конкурсу імені Ф.Шопена в Варшаві (1960)
- лауреат III Міжнародного конкурсу імені П. І. Чайковського в Москві (1966, IV премія)
- Заслужений артист РСФСР (1974)
- премія Ленінського комсомолу (1978)